# Angus MacLise
Angus MacLise, född 14 mars 1938 i Bridgeport, Connecticut, död 21 juni 1979 i Kathmandu, Nepal, var en amerikansk trumslagare, kompositör och poet. MacLise var kanske mest känd som trumslagare i Velvet Underground.

## Fotnoter
1. 1 2  SNAC, SNAC Ark-ID: w6d81p73, läs online, läst: 9 oktober 2017.[källa från Wikidata]
2. ↑  Find a Grave, Find A Grave-ID: 21616035, läs online, läst: 9 oktober 2017.[källa från Wikidata]
3. ↑  Museum of Modern Arts webbsamling, MoMA konstnärs-ID: 3673, läs online, läst: 4 december 2019.[källa från Wikidata]